# Рибопьер, Андре де
Андре де Рибопьер (фр. André de Ribaupierre; 29 мая 1893, Кларанс — 17 января 1955, Рочестер) — швейцарский скрипач и музыкальный педагог.
Учился игре на скрипке у старшего брата Эмиля, затем в Монтрё у Ладисласа Горски. С 1914 года преподавал в Консерватории Лозанны, затем в 1919—1929 гг. работал в США — в основном, в Кливленде (где, в частности, стал первым учителем Дэвида Даймонда). Вернувшись в Швейцарию, преподавал в Институте Рибопьера — учебном заведении, основанном его братом и сёстрами. С пианисткой Жаклин Бланкар впервые исполнил «Четыре арабески» Богуслава Мартину. С 1948 г. и до конца жизни вновь работал в США, преподавал в Истменовской школе музыки.
Рибопьеру посвящена Соната № 2 для скрипки и фортепиано Эрнеста Блоха (1924).